# مهدي أباد (باقران)
مهدي أباد (بالفارسية: مهدی‌آباد) هي مستوطنة تقع في إيران في قسم باقران الريفي. يقدر عدد سكانها بـ 131 نسمة .